# 日本SGI
日本SGI株式会社は、米Silicon Graphics International Corp. (SGI) の日本法人としてコンピュータやこれに関連するサービスに関する事業を行っていた株式会社である。
2017年8月、日本ヒューレット・パッカード株式会社に吸収され解散した。

## 概要
1987年日本国内での米Silicon Graphics, Inc.製品の販売は、1984年より住商エレクトロニクス株式会社が国内総代理店として販売を行っていたが、1987年に米Silicon Graphics, Inc.の100%子会社として日本シリコングラフィックスが設立し、本格的な国内販売を開始した。
1997年日本クレイと合併し、日本シリコングラフィックス・クレイ株式会社へ社名変更。クレイとの合併後、それまでグラフィックス市場中心のビジネス展開だけであったが、大型並列計算機を中心とする科学技術計算分野へのビジネス展開も開始される。実際にはクレイの市場を引継ぎ、自動車産業での解析系サーバまたは官公庁市場での解析分野・シミュレーション分野へ販売展開を開始した。
1998年日本シリコングラフィックス株式会社へ社名変更。
2000年元クレイのベクトル機部門を売却。
2001年NECとNECソフトの資本出資を受け、米SGIの100%子会社から独立。米SGIの出資は10.5%となり、本国とは独立して経営を行うこととなった。事業内容としては、米SGIが100%出資していた頃に比べ日本独自のソリューションの割合が高くなった。特に2005年以降は「コンテンツが主役の時代」というコンセプトを掲げ「SiliconLIVE!」というソリューション体系を発表したが、これも日本SGI独自のものである。
2006年5月、米SGIは事実上の倒産となったが、日本SGI株式会社は日本電気株式会社 (NEC) を筆頭に、キヤノンマーケティングジャパン、ソニーなど、多彩な企業から出資を受けている為、米SGI破産の影響はないものとしている。
2006年12月には、大手インターネットエクスチェンジ業者であるメディアエクスチェンジの株式の31.56%をライブドアから譲り受けたが、2009年3月にフリービットに売却している。
2011年3月、再び米SGIの100%子会社になった。なお、米SGIは2009年の再度の倒産時にRackable Systems社が買収の上、Rackable Systems社自体がSilicon Graphics Internationalに改称したため、かつての親会社とは別法人である。

## テレビ番組
- 日経スペシャル ガイアの夜明け ロボットはパートナー 〜実用型ロボット開発に挑む〜（2004年9月28日、テレビ東京）[2] - レスキューロボットの開発を取材。